# St. Johnstone F.C.
St. Johnstone Football Club – szkocki klub piłkarski z siedzibą w Perth, grający obecnie w Scottish Championship. Klub powstały w 1884 roku, od 1989 roku swoje mecze rozgrywka na stadionie McDiarmid Park. W sezonie 2008/2009 zespół zwyciężył w rozgrywkach Scottish Football League First Division i awansował do Scottish Premier League po siedmioletniej absencji. Tradycyjnymi rywalami zespołu są dwa kluby z miasta Dundee: Dundee United F.C. oraz Dundee F.C. mecze pomiędzy tymi drużynami nazywane są Tayside Derby. Brązowy medalista mistrzostw Szkocji w sezonach: 1970/1971, 1998/1999 oraz 2012/2013.
Klub osiągał kilkakrotnie sukcesy w pucharach. W Pucharze Szkocji wielokrotnie przegrywał rywalizacje w półfinałach tego turnieju. W sezonie 2013/2014 po raz pierwszy w historii klub osiągnął awans do finału tych rozgrywek, a 17 maja 2014 roku w decydującym spotkaniu pokonał Dundee United F.C. 2:0 i po raz pierwszy w historii klub sięgnął po to trofeum. Swój pierwszy większy tryumf zespół zdobył po pokonaniu Dunfermline Athletic F.C. w finale rozgrywek Scottish Challenge Cup w 2007 roku.

## Skład zespołu
Stan na 8 sierpnia 2023
| Nr | Poz. | Piłkarz             |
| -- | ---- | ------------------- |
| 1  | BR   | Dimitar Mitov       |
| 2  | OB   | James Brown         |
| 3  | OB   | Tony Gallacher      |
| 4  | OB   | Andrew Considine    |
| 5  | OB   | Ryan McGowan        |
| 6  | OB   | Liam Gordon kapitan |
| 7  | NA   | Stevie May          |
| 8  | PO   | Cammy MacPherson    |
| 9  | NA   | Chris Kane          |
| 10 | NA   | Nicky Clark         |
| 11 | PO   | Graham Carey        |
| 14 | PO   | Drey Wright         |
| 15 | PO   | Max Kucheriavyi     |

| Nr | Poz. | Piłkarz          |
| -- | ---- | ---------------- |
| 16 | NA   | Luke Jephcott    |
| 17 | OB   | Oludare Olufunwa |
| 18 | OB   | Sam McClelland   |
| 20 | BR   | Ross Sinclair    |
| 21 | PO   | Ali Crawford     |
| 22 | PO   | Matthew Smith    |
| 24 | OB   | Callum Booth     |
| 25 | PO   | Cammy Ballantyne |
| 28 | PO   | Alex Ferguson    |
| 30 | BR   | Jack Wills       |
| 32 | OB   | Liam Parker      |
| 33 | NA   | Taylor Steven    |
| 34 | PO   | Daniel Phillips  |

### Wypożyczenia
| Nr | Poz. | Piłkarz                                    |
| -- | ---- | ------------------------------------------ |
| 31 | BR   | Craig Hepburn (wypożyczony do Cowdenbeath) |

## Sukcesy
- Puchar Szkocji: 2014, 2021
- Puchar Ligi Szkockiej: 2021
- Scottish Challenge Cup: 2007
- Brązowy medal mistrzostw Szkocji: 1971, 1999, 2013

## Europejskie puchary
St. Johnstone F.C. po raz pierwszy uczestniczył w europejskich pucharach w sezonie 1971/1972, dzięki zdobyciu trzeciego miejsca w mistrzostwach Szkocji w poprzednim sezonie. Zespół w swoim pierwszym sezonie w europejskich pucharach pokonał niemiecki Hamburger SV oraz węgierski Vasas by w trzeciej rundzie przegrać z jugosłowiańskim FK Željezničar Sarajewo. Kolejny raz zespół w europejskich pucharach uczestniczył po 28 sezonach odpadając w pierwszej rundzie z AS Monaco. Od sezonu 2012/2013 klub stale awansuje do europejskich pucharów, jednak w żadnym z meczów nie zdobywa więcej niż jedną bramkę.
Legenda do wszystkich tabel:
- Q – runda eliminacyjna, 1/16, 1/8, 1/4, 1/2 – odpowiednia faza rozgrywek, Grupa – runda grupowa, 1r gr – pierwsza runda grupowa, 2r gr – druga runda grupowa, F – finał, R – runda, PO – play-off
- k. – rzuty karne, los. – losowanie, Dogr. – dogrywka, w. – zasada bramek strzelonych na wyjeździe

| Sezon     | Rozgrywki               | Runda | Przeciwnik       | Dom | Wyjazd | Ogólnie     |
| --------- | ----------------------- | ----- | ---------------- | --- | ------ | ----------- |
| 1971/72   | Puchar UEFA             | 1R    | Hamburger SV     | 3–0 | 1–2    | 4–2         |
| 1971/72   | Puchar UEFA             | 2R    | Vasas SC         | 2–0 | 0–1    | 2–1         |
| 1971/72   | Puchar UEFA             | 3R    | FK Željezničar   | 1–0 | 1–5    | 2–5         |
| 1999/2000 | Puchar UEFA             | Q     | VPS              | 2–0 | 1–1    | 3–1         |
| 1999/2000 | Puchar UEFA             | 1R    | AS Monaco        | 3–3 | 0–3    | 3–6         |
| 2012/13   | Liga Europy             | 2Q    | Eskişehirspor    | 1–1 | 0–2    | 1–3         |
| 2013/14   | Liga Europy             | 2Q    | Rosenborg BK     | 1–1 | 1–0    | 2–1         |
| 2013/14   | Liga Europy             | 3Q    | FK Mińsk         | 0–1 | 1–0    | 1–1, k: 2–3 |
| 2014/15   | Liga Europy             | 2Q    | FC Luzern        | 1–1 | 1–1    | 2–2, k: 5–4 |
| 2014/15   | Liga Europy             | 3Q    | Spartak Trnawa   | 1–2 | 1–1    | 2–3         |
| 2015/16   | Liga Europy             | 1Q    | Alaszkert Erywań | 2–1 | 0–1    | 2–2, w.     |
| 2017/18   | Liga Europy             | 1Q    | Trakai           | 1–2 | 0–1    | 1–3         |
| 2021/22   | Liga Europy             | 3Q    | Galatasaray      | 2–4 | 1–1    | 3–5         |
| 2021/22   | Liga Konferencji Europy | PO    | LASK Linz        | 0–2 | 1–1    | 1–3         |